# Ågarpssjön
Ågarpssjön är en sjö i Halmstads kommun i Halland och ingår i Genevadsåns huvudavrinningsområde.